# 1994年リレハンメルオリンピックの韓国選手団
1994年リレハンメルオリンピックの韓国選手団（1994ねんリレハンメルオリンピックのかんこくせんしゅだん）は、1994年2月12日から2月27日まで、ノルウェーのオップラン県リレハンメルで開催された1994年リレハンメルオリンピックの韓国選手団、およびその競技結果。

## 概要
今大会は金メダル4個、銀メダル1個、銅メダル1個の合計6個のメダルを獲得した。
ショートトラックでは、金琪焄が1992年アルベールビルオリンピックに続き金メダルを獲得して2連覇を達成した。

## メダル
| メダル | 選手名                      | 競技             | 種目            |
| ------ | --------------------------- | ---------------- | --------------- |
| 金     | 蔡智薰                      | ショートトラック | 男子500m        |
| 金     | 金琪焄                      | ショートトラック | 男子1000m       |
| 金     | 全利卿                      | ショートトラック | 女子1000m       |
| 金     | 全利卿 金昭希 金潤美 元恵敬 | ショートトラック | 女子3000mリレー |
| 銀     | 蔡智薰                      | ショートトラック | 男子1500m       |
| 銅     | 金昭希                      | ショートトラック | 女子1500m       |